# 60ns Premis Grammy
La cerimònia dels Premis Grammy de 2018 (en anglès, 60th Annual Grammy Awards) va tenir lloc el 28 de gener de 2018. La CBS va retransmetre l'espectacle en viu des del Madison Square Garden a Nova York. Va ser el primer cop des de l'edició de 2003 que la cerimònia va dur-se a terme fora de Los Angeles (on el Staples Center havia esdevenigut la casa del Grammys des del 2004). James Corden va retornar com a amfitrió. L'espectacle va moure's al mes gener per evitar que competís amb el Jocs Olímpics d'Hivern de 2018 a Pyeongchang, tal com va passar els anys 2010 i 2014.
La cerimònia reconeix els millors enregistraments, composicions i artistes de l'any, entre l'1 d'octubre de 2016 al 30 de setembre de 2017. Les nominacions van ser anunciades el 28 de novembre de 2017. La cerimònia prèvia a la transmissió (oficialment nomenada The Premiere Cerimony) es va celebrar el mateix dia abans de la cerimònia principal.
Bruno Mars va ser nominat en 6 categories i va endur-se els 6 guardons de la nit.